# 华刺子莞
华刺子莞（学名：Rhynchospora chinensis）是莎草科刺子莞属的植物。分布在印度尼西亚、印度、越南、锡兰、缅甸、马来西亚、台湾岛、日本以及中国大陆的广东、安徽、江西、山东、江苏、广西、福建等地，生长于海拔150米至1,400米的地区，常生长在沼泽和潮湿的地方，目前尚未由人工引种栽培。